# Henry Duméry
Pour les articles homonymes, voir Dumery.
Henry Duméry est un philosophe français né en 1920 à Auzances, et mort en 2012. Ses travaux portent en particulier sur la philosophie de la religion et la phénoménologie.

## Biographie
Il était l'ami de Maurice Blondel, et le commentateur de sa philosophie. Il a été professeur à l'Université Paris-X.

## Œuvres
- La philosophie de l'action. Essai sur l'intellectualisme blondélien (1948), préface de Maurice Blondel.
- Foi et interrogation (1953).
- Blondel et la religion. Essai critique sur la « Lettre » de 1896 (1954).
- Philosophie de la religion. Essai sur la signification du christianisme (thèse, 1957).
- Critique de la religion (thèse complémentaire, 1957).
- Phénoménologie et religion. Structures de l'institution chrétienne, Paris, PUF, 1958.
- Raison et religion dans la philosophie de l'action, Paris, Seuil, 1963.
- De la difficulté d'être platonicien (1977).
- Imagination et Religion, Paris, Les Belles Lettres, 2006.